# BBÖ 114
Die als BBÖ 114.01 bezeichnete Lokomotive war eine österreichische Schnellzug-Dampflokomotive.

## Geschichte

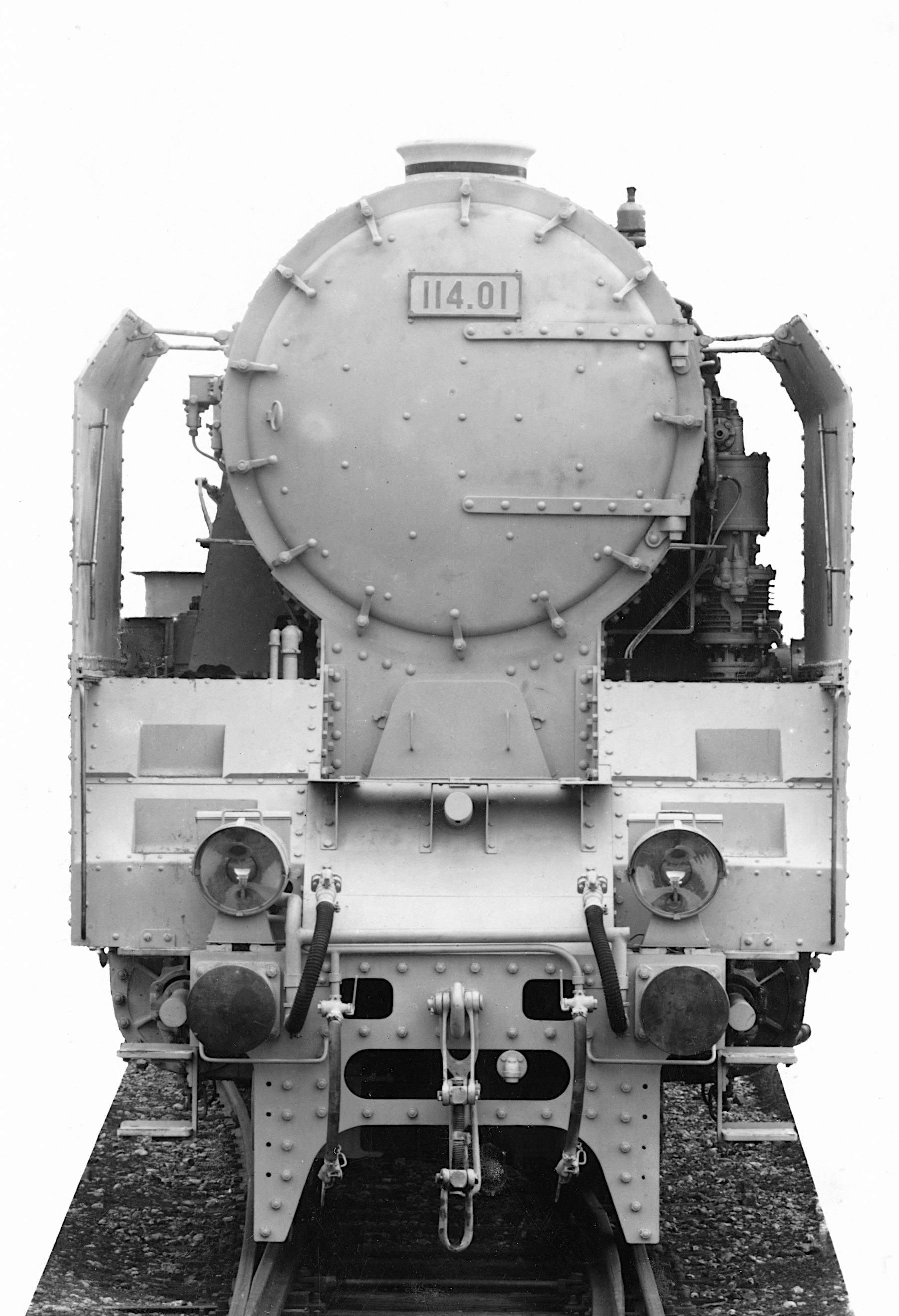
Frontalansicht im Fotografieranstrich

Gleichzeitig mit den Plänen für die Zwillingsreihe 214 entstand in der Wiener Neustädter Lokomotivfabrik der Entwurf für eine Drillingslokomotive. Um die beiden Entwürfe vergleichen zu können, wurde beschlossen, je einen Prototyp zu fertigen. Die 114.01 entstand in der Wiener Neustädter Lokomotivfabrik und wurde 1929 geliefert.
Im Allgemeinen liegt der Vorteil von Drillingsmaschinen im günstigeren Drehmoment und im besseren Ausgleich der rotierenden Massen, was einen geringeren Verschleiß bedeutet. Als Nachteil stellt sich höherer Brennstoffverbrauch aufgrund der dreifachen Dampfwege ein. So war auch bei der 114.01 im Vergleich zur 214.01 ein um 9 % höherer Kohleverbrauch festzustellen. Die schlechtere Zugänglichkeit des Innentriebwerks und die damit verbundene schlechtere Wartbarkeit führten gemeinsam mit dem besseren Abschneiden der 214.01 bei Vergleichsfahrten dazu, dass die 214er in Serie gingen. Die 114.01 blieb als Einzelstück bei der BBÖ im Einsatz.
Als sichtbarer Unterschied zu den 214ern sind sichtbare Teile der ungewöhnlichen Ventilsteuerung System Marshall mit rotierender Nockenwelle zu nennen.
Die Deutsche Reichsbahn zeichnete sie 1938 in 12 101 um.
Die 114.01 wurde im Umlaufplan der 214er eingesetzt und durfte u. a. den ersten Arlberg-Orient-Express nach dem Zweiten Weltkrieg führen. Am 5. Juni 1936 kam es zu einer Entgleisung im Bahnhof Asten, bei der zwei Tote und zahlreiche Verletzte zu beklagen waren. 1948 wurde sie wegen des herrschenden Kohlemangels auf Ölfeuerung umgebaut. Am 6. August 1949 brach der Mittelzylinder der Maschine. Zu diesem Zeitpunkt wurde bereits intensiv an der Elektrifizierung der Westbahn bis Wien gearbeitet. Somit wurde der Schaden an der 114.01 nicht mehr repariert. Im Jahr 1953 wurde die Lok zerlegt.